# Johann Christian Mencke
Johann Christian Mencke (w Polsce zwany Jan Chrystian lub Jan Krystian, ur. 1738, Pförten, Łużyce Dolne, wówczas Saksonia, zm. 24 listopada 1807, Warszawa) – ogrodnik,  zarządca Ogrodu Saskiego i parku w Młocinach w Warszawie, ewangelik.
Rodzina Mencke, tak jak Ulrichów, była blisko związana z hrabiami Brühl, właścicielami rodzinnej wsi Pförten. Już ojciec Jana Chrystiana, Johann Jakob, działał okresowo w Warszawie jako nadworny ogrodnik króla Augusta Mocnego i zaplanował dlań Ogród Saski. Po  śmierci ojca Jan Chrystian przejął urząd nadwornego ogrodnika i zarządcy królewskiego Ogrodu Saskiego oraz brühlowskiego parku w Młocinach. W Ogrodzie Saskim posiadał własny ogród warzywny i prowadził kawiarnię i cukiernię, położoną na rogu ul. Królewskiej naprzeciw obecnego kościoła ewangelickiego pw. św. Trójcy.
Mencke nieco zaniedbał Ogród Saski, który uporządkował dopiero jego zięć i następca na urzędzie Jan Krystian Ulrich.
W małżeństwie z Janiną Karoliną z Kleynów (ur. 1769) miał kilkoro dzieci, syn Karol August (1793 – 1830) posiadał do śmierci cukiernię w Ogrodzie Saskim, potem kolejno przeszła ona na własność znanych warszawskich rodzin cukierników o nazwiskach Lessel, Strasburger i Semadeni.
Menckowie spoczywają na cmentarzu ewangelickim w Warszawie (Al.10 nr 31).